# Комсомольський район (Вінницька область)
Комсомо́льський райо́н (до 1925 року — Бердичівський, у 1925—1935 і в 1941—1944 — Махнівський) — колишній район Бердичівської округи (1923—1930), Вінницької області (1932—1962).
Ліквідований 30 грудня 1962 року з віднесенням території до Козятинського району.

## Історія
7 березня 1923 року утворений Бердичівський район, з центром у Бердичеві, в складі Бердичівської округи Київської губернії на базі Махнівської та Бистрицької волостей Бердичівського повіту. До складу району включено Бистрицьку, Велико-П'ятигірську, Гришковецька, Дмитрівську, Жидовецьку, Кустинську, Мало-Радзивілівську, Маркушівську, Обухівську, Поличинецьку, Скраглівську, Терехівську, Хажинську сільські ради Бистрицької волості та Безименську, Бродецьку, Вовчинецьку, Вуйнівську, Глуховецьку, Жежелівську, Куманівську, Листопадівську, Марківецьку, Махнівську, Молотківську, Осичанську і Юровецьку сільські ради Махнівської волості.
27 березня 1925 центр Бердичівського району перенесений з Бердичева до Махнівки, а район перейменований на Махнівський.
17 червня 1925 року:
- В.-П'ятигірська, Бистрицька, Жидовецька, М.-Радзивилівська, Маркушівська, Обухівська, Терехівська, Фридрівська, Хажінська, Поличинецька, Грушковецька, Дмитріївська і Скраглійська сільради перейшли до складу новоутвореного на території Бердичівської округи Бердичівського району;
- приєднані Солотвинська, Реєвська, Гальчинецька, Ніконівська, Журбинецька, Скаківська і Половецька сільради розформованого Коднянського району Житомирської округи;
- приєднані Глуховецька і Закуринецька сільради розформованого Білопільського району;
- приєднані села Малі Кутища, Великі Кутища, Лемешівка, Люлинці, Немиринці, Райки, Нападівка і Мончинці розформованого Малокутищанського району Вінницької округи.

Після ліквідації округ 15 вересня 1930 року райони передані в пряме підпорядкування УСРР, до району приєднані Домбалівська, Фрідріхська, Кмитинецька та Поличинецька сільради розформованого Бердичівського району.
27 лютого 1932 року увійшов до складу новоутвореної Вінницької області.
1935 року назву райцентру змінено на Комсомольське з відповідним перейменуванням району.
Німці захопили райцентр 14 липня 1941 року. Комсомольський район входив до Хмільницької округи.
19 червня 1945 року:
- село Вуйна перейменовано на село Перемога, Вуйнівська сільрада — на Переможнянську.
- село Фридрів перейменовано на село Тернівка, Фридрівська сільрада — на Тернівську.

Ліквідований 30 грудня 1962 року з віднесенням території до Козятинського району.